# James W. Throckmorton
Pour les articles homonymes, voir Throckmorton.
James Webb Throckmorton (1er février 1825 - 21 avril 1894) est un homme politique américain qui fut gouverneur du Texas de 1866 à 1867 pendant les premières années de la reconstruction du Sud après la Guerre de Sécession. Il a également siégé au Congrès des États-Unis en tant que sénateur du Texas de 1875 à 1879 puis de nouveau de 1883 à 1889.

## Biographie
Au cours de son mandat de gouverneur, l'indulgence de Throckmorton vis-à-vis des anciens Confédérés, et son attitude à l'égard des droits civiques, s'opposent à la reconstruction politique du parti républicain radical au Congrès. Il s'attire l'ire du commandant militaire local, le major-général Charles Griffin, qui convainc rapidement son supérieur, Philip H. Sheridan, de faire remplacer Throckmorton par un républicain plus loyal, Elisha M. Pease.
Au milieu des années 1870, l'influence des Républicains radicaux commencent à décliner, et Throckmorton est élu au Congrès comme représentant du 3e district du Texas. Il est par la suite élu par le 5e district, dans les années 1880.
Il est mort après une chute, fragilisé par sa maladie des reins.